# Carlos Pérez Anadón
Carlos Pérez Anadón (Fuentes de Ebro, 17 d'octubre de 1957) és un polític aragonès. Casat amb dos fills, és funcionari de carrera de l'Ajuntament de Saragossa des que va ingressar per oposició lliure en 1981 com a Tècnic Mitjà, Grup B.

## Biografia
En la seva activitat institucional ha estat Primer Tinent d'Alcalde de l'Ajuntament de Fuentes de Ebro (Saragossa) de 1983 a 1988; vicepresident en la Diputació Provincial de Saragossa i Portaveu del Grup Socialista fins a 1988; i President de la Institució Fernando el Católico.
En 1988 és nomenat Delegat de la Comunitat Autònoma d'Aragó i governador civil de Saragossa, càrrecs que ocupa fins a 1993, quan passa a ser director general de Política Interior. En 1994 és nomenat President de la Confederació Hidrogràfica de l'Ebre, càrrec que va ocupar fins a juny de 1996.
Durant gairebé vint anys, des de 1999 fins avui ha estat regidor de l'Ajuntament de Saragossa pel PSOE, havent-hi ostentant diversos càrrecs i en altres institucions:
- 1999 a 2003: Vicepresident de la Junta de Govern del Canal Imperial d'Aragó, Diputat Provincial i Portaveu del Grup Socialista.

- 2003 a 2007: Tinent d'Alcalde, Portaveu del Grup Municipal Socialista, Delegat de l'Àrea de Presidència, Regidor Secretari de la Junta de Govern Local, Delegat de la Policia Local, President de la Terminal Marítima de Saragossa (TMZ) i Vicepresident de Mercazaragoza.

- 2007 a 2011: Conseller d'Urbanisme, Infraestructures, Equipaments i Habitatge.

- 2011 a 2015: Conseller d'Urbanisme, Infraestructures, Equipaments i Habitatge i Segon Tinent d'Alcalde i Regidor Delegat de la Policia Local.

Des del 6 d'octubre de 2014 és el candidat del PSOE a l'Alcaldia de Saragossa després d'un procés de Primàries en les quals va ser l'únic candidat que va aconseguir recollir els avals necessaris per concórrer al procés.
A les eleccions municipals del 24 de maig de 2015 celebrades a la capital aragonesa, el PSOE va ser la tercera força més votada amb 60.746 vots (18,65 %) i sis regidors, perdent quatre respecte a les anterior cita electoral de 2011 i aconseguint el seu segon pitjor resultat a Saragossa després del de 1995 amb Emilio Comín com a candidat a l'alcaldia. Com va ocórrer fa quatre anys, el PSOE només va ser el partit més votat al barri de Las Fuentes, però va ser a punt de perdre aquesta condició, ja que només va vèncer per un marge de 350 vots respecte a Saragossa en Comú.
L'11 de juny, el candidat del Partit Popular a l'alcaldia de Saragossa i vencedor de les eleccions, Eloy Suárez li va oferir un acord «sense límits» i l'alcaldia de la ciutat a canvi d'un govern de coalició entre el PP i el PSOE els quals sumarien la majoria absoluta en el Consistori de la capital. Però aquesta proposta va ser rebutjada per Pérez Anadón i l'endemà passat el seu partit, CHA i Saragossa en Comú votaven a favor de la investidura de Pedro Santisteve (ZeC) com a nou alcalde de la ciutat de Saragossa.

### Membre de l'executiva del PSOE
Va ser membre de la Comissió Executiva Federal del PSOE. El 28 de setembre de 2016, va dimitir junt amb altres setze membres a fi de provocar la caiguda de Pedro Sánchez com a secretari general del PSOE.